# Lindy Lumsden
Linda Faye „Lindy“ Lumsden (* 1955 in Foster, Victoria) ist eine australische Mammalogin. Ihr Forschungsschwerpunkt sind die Fledermäuse.

## Leben
1975 erwarb Lumsden den Bachelor of Science in Zoologie an der University of Melbourne. 2004 wurde sie mit der Dissertation The ecology and conservation of insectivorous bats in rural landscapes zum Ph.D. an der Deakin University in Melbourne promoviert.
Seit 1982 ist Lumsden am Arthur Rylah Institute for Environmental Research (ARI) in Melbourne tätig. Sie war zunächst Mitglied beim Wildlife Survey Team, das Feldstudien über Säugetiere in ganz Victoria durchführte, um die Entscheidungen des Land Conservation Council über die Landnutzungsplanung zu unterstützen. Von 1991 bis 1994 wirkte Lumsden an einem großen Projekt zur Erhaltung von insektenfressenden Fledermäusen in der noch vorhandenen Vegetation in ländlichen Gebieten im Norden Victorias mit. Von 1995 bis 2000 war sie Mitarbeiterin bei einem umfangreichen Kooperationsprojekt in der Box-Ironbark-Region von Victoria, bei dem das Aussterben der Wirbeltierfauna untersucht wurde.
1994 hatte Lumsden ihren ersten Forschungsaufenthalt auf der Weihnachtsinsel, um einen Rettungsplan für die Weihnachtsinsel-Zwergfledermaus (Pipistrellus murrayi) vorzubereiten, der 2004 veröffentlicht wurde. Bei ihrem zweiten Besuch im Jahr 1998 stellte sie eine starke Populationsabnahme der Art im Westen der Insel und einen Bestandsrückgang insgesamt fest. Bei einer weiteren Studie im Jahr 2005 ermittelte sie einen Bestandsrückgang um 90 Prozent seit 1994. Bei einer Expedition im Januar 2009 wurden nur noch vier Exemplare gezählt und im August 2009 gehörte Lumsden zu einem Team von Wissenschaftlern, das nur noch ein Exemplar orten konnte. Seitdem gilt die Art als ausgestorben.
Von 2004 bis 2008 war Lumsden Leiterin des Threatened Fauna Species Program am ARI, wo sie mehrere gezielte Forschungsprojekte durchführte und an vielen Verbundprojekten arbeitete. Seit November 2008 ist sie leitende Wissenschaftlerin und Abteilungsleiterin für Wildtierökologie am ARI, wo sie mit einem Team von Wissenschaftlern und Technikern zusammenarbeitet und für viele Projekte verantwortlich ist. Sie leitete das Schwerpunktprojekt Ein neuer strategischer Ansatz für das Biodiversitätsmanagement der Regierung und entwickelte einen effektiven Lösungsansatz für das Management bedrohter Arten, der Möglichkeiten für eine nachhaltige Holzproduktion bietet und gleichzeitig die biologische Vielfalt im Landschaftsmaßstab umfasst.
Zu den Forschungsprojekten von Lumsden gehörte die Untersuchung der Erhaltungsanforderungen von Fledermäusen in Agrarlandschaften in Victoria. Eine weitere Tierart, mit der sich Lumsden befasst, ist der vom Aussterben bedrohte Hörnchenbeutler (Gymnobelideus leadbeateri). Insgesamt hat sie 34 Fachartikel, 39 Buchkapitel (u. a. für Peter Menkhorst: Mammals of Victoria, 1995 und für Steve van Dyck & Ronald Strahan: Mammals of Australia, 2008) und 27 populärwissenschaftliche Artikel und Notizen veröffentlicht.
Lumsden nahm an zahlreichen Exkursionen zur Erforschung von Fledermäusen teil, darunter 1988 in die Kimberley-Region von Western Australia, 1998 an einer Expedition des Australian Museum nach Vanuatu, 1993 mit Roger Coles an einer Expedition der Royal Geographic Society of Queensland auf die Cape-York-Halbinsel, 1991 und 1995 in Zusammenarbeit mit Ken Geluso in den Carlsbad-Caverns-Nationalpark in New Mexico, 1996 nach Codfish Island / Whenua Hou, Neuseeland, zur Untersuchung einer Population der Kleinen Neuseelandfledermaus, im September 1996 an einer Expedition der La Trobe University unter der Leitung von Ian Thornton zur Vulkaninsel Krakatau für eine Studie über die Neuansiedlung durch Fledermäuse, 1998 nach Brasilien, 1999 nach Kununurra in der Kimberley-Region, im Jahr 2000 nach England zur Erforschung des Jagdverhaltens der Großen Hufeisennase, 2004 nach Taiwan und 2005 nach Swasiland, wo sie mit Ara Monadjem an der Echoortung von Hufeisennasen und Rundblattnasen forschte.
Lumsden ist Mitglied der IUCN/SSC Chiroptera Specialist Group, Redaktionsmitglied bei der Fachzeitschrift Acta Chiropterologica, Vizepräsidentin und ehemalige Präsidentin der Australasian Bat Society sowie ehemalige Präsidentin der Australian Mammal Society.

## Dedikationsnamen
2014 wurde die Lumsden-Bulldoggfledermaus (Ozimops lumsdenae) nach Lindy Lumsden benannt.